# Israr Ahmed
Israr Ahmed (* 16. November 1997 in Lahore) ist ein pakistanischer Squashspieler.

## Karriere
Israr Ahmed begann seine Karriere im Jahr 2016 auf der PSA World Tour. Seine höchste Platzierung in der Weltrangliste erreichte er mit Rang 90 im Januar 2022. Mit der pakistanischen Nationalmannschaft wurde er 2016 Asienmeister. Bei den Asienspielen 2018 gewann er mit der Mannschaft die Bronzemedaille.

## Erfolge
- Asienmeister mit der Mannschaft: 2016
- Asienspiele: 1 × Bronze (Mannschaft 2018)